# Richard Adamson
Richard Adamson (n. 1901, Leeds, Yorkshire - d. 1982) a fost un militar englez, participant la expediția Carter-Carnarvon. Din pricina condiției sale „de jos”, Richard Adamson, sergent mai întâi în armată iar mai apoi în poliție, rareori este menționat în cărțile care vorbesc despre expediția Carter-Carnarvon care, în 1922, a descoperit mormântul Faraonului Tutankhamon (KV62) în Valea Regilor din Egipt.

## Anii Primului Război Mondial
În timpul Primului Război Mondial a fost pe pământ francez ca infanterist în Regimentul Ducelui de Wellington (mai nou, Middlesex Regiment). După terminarea războiului a fost transferat în Poliția Militară, și trimis în Gibraltar, unde – trei săptămâni mai târziu, a abandonat vasul militar destinat pentru Constantinopol (Istanbulul de azi). A fost unul dintre membrii echipei de militari care l-au arestat pe Mustafa Kemal (mai târziu Mustafa Kemal Atatürk, Președinte al Turciei), omul care se făcea responsabil de înfrângerea Forțelor Aliate la Gallipoli.

## Viața în Orientul Mijlociu
În 1919 este la Cairo, convocat pentru reprimarea mișcărilor de stradă provocate de Partidul Wafd (mișcare naționalistă, care lupta pentru înlăturarea ultimelor urme ale colonialismului britanic). În timpul unei astfel de mișcări de stradă, studentul egiptean Hasseneim Ali, cu o grenadă de mână a atentat la viața Primului Ministru egiptean, pe care l-a confundat cu Sir Lee Stack, Guvernatorul Sudanului (considerându-se pe sine „brațul divin al pedepsirii trădătorilor”). Atentatu a fost un faliment, studentul capturat și condamnat la moarte. R. Adamson a avut în aceste împrejurări misiunea de a-l păzi pe atentator, ocazie cu care a obținut multe informații utile pentru capturarea capilor revoltei. A rămas la Cairo până în octombrie 1922, când a fost nevoit să fugă pentru a-și scăpa propria viață. A părăsit Cairo și s-a refugiat la Luxor.

## Zece ani soldat al Faraonilor
Ajuns la Luxor se întâlnește cu Carter, Șeful Șantierului arheologic, care căuta un om de pază pentru lucrările efectuate. Adamson s-a dovedit tocmai potrivit, mai ales prin formarea și pregătirea sa militară. Astfel că la 31 octombrie 1922 este angajat ca om de pază al Șantierului arheologic din Valea Regilor. De acum înainte – pentru 10 ani – Richard Adamson va fi prezent la toate etapele și descoperirile ce vor urma. În 1924, când Horward Carter a plecat în America, Richar a luat (pentru prima oară) concediu și s-a căsătorit cu Kate. 

## Întors în Anglia
În 1932, după inventarierea ultimelor obiecte găsite în mormântul „copilului faraon”, Adamson s-a reîntors în Anglia unde a trăit liniștit până în 1939, când – odată cu izbucnirea celui de-al doilea război mondial - s-a înrolat iarăși ca voluntar. După terminarea războiului, retras la vatră și-a văzut liniștit de-ale sale până în 1967, an în care și-a pierdut soția. În anul imediat următor (1968), Richard Adamson, a început să țină o serie de conferințe în U.K. Din 1978 sănătatea lui a început să se deterioreze, iar în 1980 i s-a amputat un picior. S-a stins din viață în 1982. Soldatul Faraonului, Richard Adamson, părea că a fost uitat de tot, cînd, pe neașteptate, în 1995, într-un anticariat din Scoția a fost descoperită valiza cu conferințele ținute de el.

## Curiozitate
În „Jurnalul” ținut de Carter se poate citi referitor la el: „ca să amăgească timpul i-am adus un gramafon la care ascultă muzică de operă a cărui sunet zgârâietor ar fi suficient să țină la distanță orice hoț”.

## Biografie
- A journey between souls: The story of a soldier and a pharaoh, de Elaine Edgar, Lorraine McWilliams, Colin White, Lorraine McWilliams (Editor), Colin White (Editor), ISBN-10: ISBN 1888580003, ianuarie 1997; ISBN-13: ISBN 9781888580006